# Pedro Proença
Pedro Proença (3. studenog 1970.) je portugalski nogometni sudac iz Lisabona. Jedan je od boljih europskih sudaca, koji je sudio finale UEFA Lige prvaka 2012. i finale Europskog prvenstva 2012.

## Životopis
Jedan je od 12 nogometnih sudaca koji su sudili na Europskom nogometnom prvenstvu 2012. u Poljskoj i Ukrajini. Proença je izabran kao sudac koji će suditi finale prvenstva.
| Runda        | Datum            | Stadion                   | Momčad #1  | Rez.         | Momčad #2 |   |   |
| ------------ | ---------------- | ------------------------- | ---------- | ------------ | --------- | - | - |
| Skupina C    | 14. lipnja 2012. | PGE Arena, Gdanjsk        | Španjolska | 4:0          | Irska     | 5 | 0 |
| Skupina D    | 19. lipnja 2012. | Olimpijski stadion, Kijev | Švedska    | 2:0          | Francuska | 3 | 0 |
| Četvrtfinale | 24. lipnja 2012. | Olimpijski stadion, Kijev | Engleska   | 0 0:0 (2:4p) | Italija   | 1 | 0 |
| Finale       | 1. srpnja 2012.  | Olimpijski stadion, Kijev | Španjolska | -:-          | Italija   |   |   |